# Castell de Peralba
El castell de Peralba és un castell del municipi de Vilanova de Meià (Noguera) declarat bé cultural d'interès nacional.
Les seves restes són situades en un pujol sobre el poble abandonat de Peralba, que s'alça al vessant nord-oest de la serra de Sant Mamet, dominant la capçalera de la vall de Peralba.

## Història
Les primeres referències corresponen a l'any 1040 quan Company i la seva muller Guilla donaren al monestir de Santa Maria de Meià els delmes de diversos llocs, entre ells Peralba. La família Meià, propietària de la majoria de castells de la conca de Meià, tenia infeudat el de Peralba al vicari dels castell d'Àger, Galceran Erimany d'Àger que el llegà al seu fill Galceran en testar l'any 1094. Els drets sobre el castell s'anaren fragmentant entre els diversos membres de la família Meià. Això no obstant, la branca principal de la família seguí conservant el control del castell fins que el 1186 Ermessenda de Cervera el donà al monestir de Santa Maria de Meià amb la condició que cantessin misses cada dia pel seu pare Guillem II de Meià i altres membres de la família. La família Cervera-Meià, però, continuà posseint drets sobre el castell. L'any 1311, Dolça de Cervera el donà perpètuament al seu fill Pere d'Ayerbe. Aquest, el 1312, permutà al rei Jaume II el Just tots els seus béns situats a Catalunya si bé, en dependre del monestir de Meià, no fou inclòs en el marquesat de Camarasa i no seguí les vicissituds de la major part dels castells de la conca de Meià.
L'any 1333, Alfons III reconegué els drets de Santa Maria de Meià en el castell de Peralba; no obstant això, la corona conservà alguns drets jurisdiccionals que foren venuts per Alfons IV a Nicolau de Gralla l'any 1426. Santa Maria de Meià continuà mantenint la senyoria jurisdiccional fins a l'abolició dels senyorius jurisdiccionals al segle xix.
A mitjan segle xvii, deia Roig i Jalpí: «En el lugar de Peralba, hay un Castillo de buena traça con su homenaje y muros muy fyertes, con una Iglesia dentro, pero dicho Castillo es inhabitable por estar los edificios de dentro derruydos».

## Arquitectura
Era una construcció força allargada (25 X 5 m). Al sector oriental, el límit de l'espai ocupat pel castell gairebé només s'endevina pel final de la zona d'enderrocs. Al costat oest i a la cara nord hi ha diversos trams de murs. El gruix d'aquest mur perimetral és de només 80 cm. En alguns llocs és format amb carreus petits; en altres llocs les pedres formen un «opus spicatum» força ben distribuït. Allà on s'ha conservat més aquesta paret només té una alçada d'1,5 m. Entre aquest mur nord i la roca que segurament limitava la fortificació per la banda sud, hi ha un mur longitudinal que s'endevina durant 2 m, amb una alçada d'un metre; també té un gruix de 80 cm. Per les seves característiques, sembla un castell força senzill, fet segurament en una data poc allunyada de l'any 1000 i destinat a controlar la població i el pas per la vall de Peralba.